# East Pilbara Terrane
Das East Pilbara Terrane ist der flächenmäßig bedeutendere Ostteil des Pilbara-Kratons im nördlichen Westaustralien. Dieser extrem alte, ins Paläoarchaikum zurückreichende Krustenabschnitt mit seiner sehr gut erhaltenen suprakrustalen Abfolge ist von großer Bedeutung für das Verständnis der archaischen Krustenevolution der Erde.

## Etymologie
Für den Ursprung des Wortes Pilbara bestehen zwei Erklärungen:
- bilybara aus der Sprache der Banyjima und der Nyamal. Dieses Dialektwort aus der Sprache der Aborigines bedeutet trocken.
- pilbarra ist ein Aborigine-Wort für Meeräschen (Mugil cephalus), die auch heute noch im Pilbara Creek, einem Nebenfluss des Yule River, anzutreffen sind. Nach dem Pilbara Creek wurde das im Jahr 1885 entdeckte Pilbara Goldfield benannt, das dann seinen Namen auf die gesamte Region übertrug.

## Einführung
Das bei 119° Ost und 21° Süd zentrierte East Pilbara Terrane, auch Eastern Pilbara Terrane oder East Pilbara Granite Greenstone Terrane, ist neben dem Kaapvaal-Kraton das einzige Terran mit 3600 bis 2500 Millionen Jahre alter Kruste im Originalzustand. Zusammen mit dem West Pilbara Terrane bildet es in der Pilbara-Region den Pilbara-Kraton. Magnetfeld- und Schwerkraftsmessungen ergeben eine Ausdehnung von 250.000 Quadratkilometer für den Kraton, von denen aber nur 60.000 Quadratkilometer im nördlichen Drittel offen anstehen. Der Rest wird von diskordant aufliegenden, neoarchaischen bis paläoproterozoischen Gesteinen verdeckt, die das Fortescue-Becken, das Hamersley-Becken und das Turee-Creek-Becken aufbauen (Fortescue Group, Hamersley Group und Turee Creek Group der Mount Bruce Supergroup). Im Norden und Nordosten grenzt das East Pilbara Terrane an das Canning-Becken, von dessen paläozoischen Sedimenten (Silur bis Devon) es diskordant verdeckt wird. Am Ostrand steht das Terran mit dem proterozoischen Paterson-Orogen in Kontakt.
Seismische Profile lassen erkennen, dass die Krustendicke generell von 28 Kilometer im Norden auf 32 Kilometer im Süden zunimmt. Die Mächtigkeit der Sedimentbedeckung wächst jedoch keilförmig von Ost nach West.
Im Wesentlichen besteht das East Pilbara Terrane aus mafischen und ultramafischen Metamorphiten der Grünstein-Assoziation, intrusiven granitischen Domstrukturen und vulkanischen Sedimenten. Die Grünsteine, deren Metamorphosegrad von unterhalb der Grünschiefer- bis hin zur Amphibolitfazies reicht, werden vorwiegend als Überreste ehemaliger Vulkangürtel angesehen, ihr Ursprung bleibt aber weiterhin Gegenstand zahlloser wissenschaftlicher Auseinandersetzungen. Terrane wie beispielsweise Isua und Barberton mit vergleichbaren Lithologien wurden entweder als Akkretionsgürtel entlang einer Subduktionszone oder als Produkt von vertikalen Ausgleichsbewegungen interpretiert. Der Unterschied ist fundamental, denn er entscheidet, wann und wie Plattentektonik auf der Erde begann.

## Lithologischer Aufbau
Das East Pilbara Terrane lässt sich lithologisch (und auch zeitlich) in zwei sehr unterschiedliche Abschnitte unterteilen:
- Frühe Krustenbildung zwischen 3800 und 3530 Millionen Jahre BP
- Intrusive Granitdome mit dazwischenliegenden Grünsteingürteln im Zeitraum 3530 bis 3230 Millionen Jahre BP (Ablagerung der Pilbara Supergroup)

### Paläoarchaische Kruste
Überbleibsel der paläoarchaischen Kruste des East Pilbara Terrane finden sich in verschiedenen Granitkomplexen. So werden beispielsweise 3580 Millionen Jahre alte Xenolithen aus gabbroischem Anorthosit im Shaw-Granit angetroffen. Der Warrawagine-Granit enthält 3660 bis 3580 Millionen Jahre alte Einschlüsse von jetzt als Gneise vorliegenden Biotit-Tonaliten. Überdies erbrachten detritische Zirkone Alter von 3800 bis 3600 Millionen Jahren BP. Dies deutet auf die Anwesenheit und Erosion kontinentaler Kruste rund 300 Millionen Jahre vor Bildung der heute ältesten Grünsteine.

### Granitdome und Grünsteingürtel

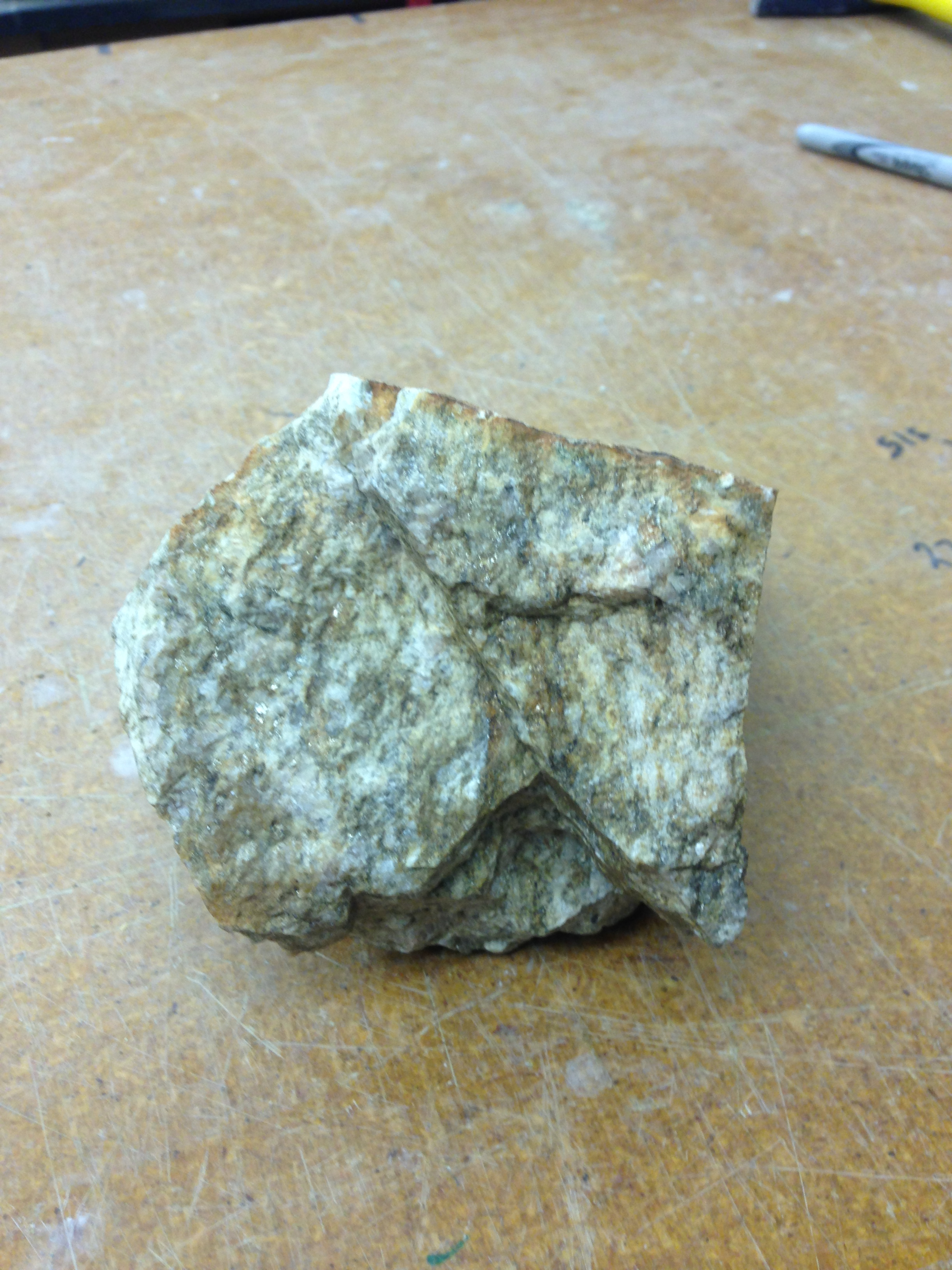
Heller Granit aus dem East Pilbara Terrane, hervorgegangen aus TTG-Schmelzen

Ein überwiegender Teil der Lithologien im East Pilbara Terrane werden von Granitdomen und den Grünsteingürteln der Pilbara Supergroup beherrscht. Die Granitdome sind in ihrer Zusammensetzung typische TTG- oder TTG-ähnliche Gesteine – Tonalite, Trondhjemite und Granodiorite. Folgende Granitdome lassen sich unterscheiden:
- Carlindi-Granitcomplex
- Corunna-Downs-Granitkomplex
- Mount-Edgar-Granitkomplex
- Muccan-Granitkomplex
- Shaw-Granitkomplex
- Warrawagine-Granitkomplex
- Yule-Granitkomplex

In den Grünsteingürteln der Pilbara Supergroup werden vor allem stark veränderte komatiitische Basalte, tholeiitische Basalte und vulkanosedimentäre Gesteine angetroffen. Der Chemismus dieser Vulkanite reicht von ultramafischen über mafischen bis hin zu sauren Edukten. Als Beispiele für ultramafische Gesteine mögen neben Komatiiten auch relative seltene Dunite angeführt sein. Bei den Grünsteingürteln werden unterschieden:
- Coongan-Grünsteingürtel
- Kelly-Grünsteingürtel
- Lalla-Rookh-Grünsteingürtel
- Marble-Bar-Grünsteingürtel
- McPhee-Grünsteingürtel
- Mosquito-Creek-Grünsteingürtel
- North-Pole-Grünsteingürtel
- North-Shaw-Grünsteingürtel
- Pilgangoora-Grünsteingürtel
- Pincunah-Grünsteingürtel
- Shay-Gap-Grünsteingürtel
- Soanesville-Grünsteingürtel
- Wodgina-Grünsteingürtel

Die Pilbara-Supergroup kann wie folgt untergliedert werden (vom Hangenden zum Liegenden):
- Sulphur Springs Group
- Kelly Group
- Warrawoona Group

## Fossilgehalt
Fossilien sind in der Pilbara Supergroup relativ zahlreich und kommen in verschiedenen Ablagerungsmilieus vor. In den die vulkanogenen Zyklen abtrennenden Sedimenten treten Stromatolithen, Mikrobenmatten und Mikrofossilien auf. Hydrothermale Habitate, wie sie in der Nähe von heißen Quellen oder Black-Smoker-Röhren zu finden sind, waren hierbei bevorzugt – Beispiele hierfür finden sich in der 3480 Millionen Jahre BP alten Dresser-Formation oder in der 3240 Millionen Jahre BP alten Kangaroo-Caves-Formation. Berühmtheit haben die Mikrofossilien des Apex-Chert als ältester Fossilfund überhaupt erlangt, die von J. William Schopf beschrieben wurden. Ihre Authentizität ist aber nach wie vor umstritten (Brasier-Schopf-Debatte).
Die Stromatolithen der Strelley-Pool-Formation (< 3426 Millionen Jahre BP) sind flachmarinen Ursprungs und repräsentieren einen erstmaligen Karbonatschelf. Paläorchaisches Leben ist möglicherweise auch in Bändererzen (BIF) zu suchen, da zur Ausfällung des zweiwertigen Eisens oxidierende Bakterien oder photosynthetisierende Mikrobiota benötigt werden. Der älteste BIF-Horizont der Pilbara Supergroup findet sich in der Coucal-Formation.
Lakustrine Stromatolithen finden sich im neoarchaischen Fortescue-Becken in Karbonatlagen in der Kylena-Formation (um 2741 Millionen Jahre BP), in der Tumbiana-Formation (2727 bis 2715 Millionen Jahre BP) sowie in Flachwasser-Chertlagen an der Basis der Jeerinah-Formation (um 2690 Millionen Jahren BP). Im Hamersley-Becken war die Wassertiefe für ein Gedeihen von Stromatolithen zu bedeutend, eine Ausnahme stellt der Carawine Dolomite dar, ein stromatolithenreicher Flachwasserdolomit. Der Wooly Dolomite (um 2031 Millionen Jahre BP) der Lower Wyloo Group und der Duck Creek Dolomite der Upper Wyloo Group sind ebenfalls Stromatolithen-führend.

## TTG-Gesteine
TTG-Gesteine sind ein Amalgam aus Tonaliten, Trondhjemiten und Granodioriten, die aus der Aufschmelzung von unter hohem Druck stehender mafischer Kruste hervorgegangen sind. Wegen ihrer geringen Dichte und ihrer intrusiven Natur sind diese Gesteine von entscheidender Bedeutung für die Bildung archaischer Grünsteinkomplexe. TTG-Gesteine erscheinen auch in anderen archaischen Grünsteingürteln wie z. B. in Isua und in Barberton. Ihre Entstehung ist aber nach wie vor umstritten. Einige Autoren knüpfen den Entstehungsprozess an Subduktionsvorgänge, wohingegen andere TTG-Schmelzen durch das Aufdringen von Manteldiapiren erklären. Die Debatte um die Entstehungsweise von TTG-Gesteinen nimmt eine zentrale Stellung bei der Festlegung des Beginns der Plattentektonik ein.

## Lagerstätten
Die sehr verschiedenen Mineralisationen im East Pilbara Terrane sind an die durch Manteldiapire ausgelösten magmatischen Intrusionen gebunden. Folgende Lagerstättentypen können angetroffen werden:
- Kupfer-Zink-Blei-Baryt-Vererzungen des VHMS-Typus
- Hydrothermaler Baryt als Quarz-Baryt-Adern und als das Ausgangssediment verdrängende Chert-Baryt-Ablagerungen
- Polymetallische und Basismetallablagerungen in sauren Porphyren
- Kupfer-Molybdän-Vererzungen des Porphyry-Copper-Typus
- Mesothermische Goldmineralisation in Granitdome umlaufenden Scherzonen

Einige dieser paläoarchaischen Lagerstätten sind die weltältesten ihres Typus:
- Baryt in der 3480 Millionen Jahre alten Dresser-Formation
- VHMS in der 3465 Millionen Jahre alten Duffer-Formation
- Polymetallische Mineralisation mit Cu-Pb-Zn-Au-Ag in einem 3450 Millionen Jahre alten sauren Porphyrstock
- Epigenetische Goldadern, die mit 3400 Millionen Jahren datiert wurden.[10]

Die ökonomisch wichtigsten Lagerstätten des Pilbara-Kratons befinden sich im De Grey Superbasin. Eisenerze aus verschiedenen Niveaus im Gorge-Creek-Becken (3050 bis 3020 Millionen Jahre BP) werden seit über 50 Jahren abgebaut. Die Croydon Group enthält rund 2950 Millionen Jahre alte VHMS und an mehreren Lokalitäten stratiforme Blei-Zink- und Kupfer-Vererzungen. Ultramafisch bis mafische Lagenintrusionen (2950 bis 2920 Millionen Jahre BP) sind ihrerseits reich an Nickel-Kupfer- und Vanadium-Titan-Magnetit-Vererzungen. Die letzte Mineralisation im eigentlichen Ost Pilbara Terrane stand im Zusammenhang mit der Intrusion der Split Rock Supersuite (2890 bis 2830 Millionen Jahre BP). Sie führte am Rande der postorogenen Granite zu Anreicherungen von Zinn und Tantal.
Das Hamersley-Becken ist weltberühmt für seine an die Bändererze gebundenen Eisenvorkommen. Insbesondere die Marra Mamba Iron Formation (2630 bis 2597 Millionen Jahre BP) und die Brockman Iron Formation (2481 bis 2454 Millionen Jahre BP) zählen mit örtlicher Anreicherung bis zu 60 % Fe zu den weltgrößten Eisenlagerstätten.

## Dom- und Kiel-Strukturierung
Die Dom-und-Kiel-Strukturierung ist charakteristisch für das East Pilbara Terrane. Sie findet sich in vergleichbarer Weise auch im Barberton-Grünsteingürtel in Südafrika. Ihre Entstehungsweise wird durch Dichteinversion ausgelöste, teilweise konvektive Umwälzung erklärt. Auf Satellitenbildern lässt sich das Muster aus hellen Granitdomen umringt von dunklen Grünsteingürteln sehr gut erkennen. Auf Profilen tritt die steilstehende, eingeengte Natur der zwischen den Granitaufwölbungen (Antiklinalen) gefangenen Synklinalen gut zutage. Das Innere der Granitdome ist meist nur wenig verformt, ihr Randbereich und die umgürtenden Grünsteingürtel zeigen aber einen hohen Grad an Deformation. Der Metamorphosegrad steigt hierbei mit Annäherung an die Kielstrukturen.

### Teilweise konvektive Umwälzung
Mit teilweiser konvektiver Umwälzung lässt sich Geologie und Strukturierung des East Pilbara Terrane gut erklären. Damit die Konvektion in Gang kommen kann, muss eine Dichteinversion vorliegen. Bedingt durch eine initiale Instabilität beginnt dann kaltes, dichtes Gestein (Grünsteine) in heißeres, leichteres Material (Granite) einzusinken. Im Gegenzug steigt in einer Ausgleichsbewegung das leichtere Material dann dom- bzw. säulenartig nach oben. Es entsteht somit eine charakteristische Antiklinen-Synklinen-Struktur, wobei die in den Synklinen eingesunkenen Grünsteine dem höchsten Verformungsgrad ausgesetzt sind. Das nebenstehend abgebildete Schema zeigt die Entwicklung in zwei Stufen. In Stufe 1 wird die vom teilweise geschmolzenen Granit gelieferte Wärme von der kühleren Grünsteindecke abgeschirmt, die Instabilität ist in Gang gekommen und der Grünstein beginnt abzusinken. In Stufe 2 haben sich die vielen sporadischen, kurzwelligen Absenkungen zu einer größeren Struktur aus Kiel und Dom vereint. Das Endergebnis ist eine Strukturierung, wie sie jetzt im East Pilbara Terran vorliegt und die auch unter dem Begriff der Vertikaltektonik bekannt ist.

## Geodynamische Entwicklung
Nach Bildung des paläoarchaischen Mikrokontinents setzte gegen 3525 Millionen Jahre BP die Grünsteinsedimentation mit mindestens acht vulkanischen Zyklen ein. Als Ursache werden aufdringende Manteldiapire angenommen, welche an der Grenze zur Unterkruste durch Druckentlastung zu schmelzen begannen. Die Zyklen lieferten ultramafische-mafische-saure Magmenfolgen, ihre individuelle Lebensdauer erstreckte sich über etwa 10 bis 15 Millionen Jahre. Aus den gelieferten Magmen ging die 15.000 bis 20.000 Meter mächtige Pilbara Supergroup hervor, eine suprakrustale Abfolge vorwiegend vulkanischen Ursprungs. Die Pilbara Supergroup kann in drei, durch Diskordanzen voneinander getrennte Gruppen unterteilt werden (vom Hangenden zum Liegenden):
- Sulphur Springs Group – 3255 bis 3230 Millionen Jahre BP
- Kelly Group – 3350 bis 3315 Millionen Jahre BP
- Warrawoona Group – 3525 bis 3426 Millionen Jahre BP

Die beiden Diskordanzen entsprechen einem Hiatus von 75 bzw. 60 Millionen Jahren. Diesem sehr lang anhaltenden Aussetzen der vulkanischen Tätigkeiten waren in beiden Fällen Deformation und Metamorphose vorausgegangen, begleitet von subaerischer Erosion und der Sedimentation klastischer Flachwassersedimente. Beispiele hierfür sind die bis zu 1000 Meter mächtige Strelley-Pool-Formation an der Basis der Kelly Group und die bis zu 3900 Meter mächtige Leilira-Formation an der Basis der Sulphur Springs Group.
Während der Ablagerung der Pilbara Supergroup war es zu intrusivem, teils subvulkanem TTG-Magmatismus gekommen, der in vier Phasen vonstattenging:
- Cleland Supersuite – 3270 bis 3230 Millionen Jahre BP
- Emu Pool Supersuite – 3320 bis 3290 Millionen Jahre BP
- Tambina Supersuite – 3460 bis 3420 Millionen Jahre BP mit Deformationsphase D 2
- Callina Supersuite – 3530 bis 3460 Millionen Jahre BP mit Deformationsphase D 1

Dieser Magmatismus ist, wie oben bereits ausgeführt, für die Dom-und-Kiel-Strukturierung des East Pilbara Terrane verantwortlich.
Die geodynamische Positionierung der Pilbara Supergroup ist nach wie vor umstritten. Da mittelozeanische Rücken und Inselbögen wegen Sedimentmächtigkeit und Chemismus offensichtlich ausscheiden, wird gegenwärtig ihre Entstehung als Flutbasalte an mächtigen ozeanischen Plateaus wie beispielsweise das Kerguelen-Plateau befürwortet.

### Weitere geodynamische Entwicklung nach Ablagerung der Pilbara Supergroup
Gegen 3230 Millionen Jahre BP hatte sich eine dicke kontinentale Kruste im Pilbara-Kraton etabliert. Zwischen 3230 und 3160 Millionen Jahre BP setzte Dehnungstektonik ein, es entstanden Riftbecken und der Kraton wurde in mehrere Teile zertrennt. So spaltete sich am Südostrand des East Pilbara Terrane das Kurrana Terrane und am Nordwestrand das Karratha Terrane ab. Zusammen mit den etwas später entstandenen Regal Terrane (3160 bis 3070 Millionen Jahre BP) und dem Sholl Terrane (3130 bis 3110 Millionen Jahre BP) bildet das Kurrana Terrane das West Pilbara Terrane, das bedingt durch nordwestlich-südöstliche Einengung aus den einzelnen Terranen um 3070 Millionen Jahre BP hervorging. Die Einengung ging aber weiter, so dass das West Pilbara Terrane (ebenfalls um 3070 Millionen Jahren BP) schließlich in der Prinsep Orogeny an das East Pilbara Terrane andockte.
Nach der Orogenese kam es in der Andockungszone (Central Pilbara Tectonic Zone) zu Subsidenzerscheinungen und es entstand zwischen 3050 und 2930 Millionen Jahre BP das diskordant aufliegende De Grey Superbasin. Im De Grey Superbasin können im West Pilbara Terrane drei durch Diskordanzen voneinander abgetrennte Beckenserien unterschieden werden:
- Gorge Creek Basin (3050 bis 3020 Millionen Jahre BP)
- Whim Creek Basin (3010 bis 2990 Millionen Jahre BP)
- Mallina Basin (2970 bis 2940 Millionen Jahre BP)

Am Südostrand des East Pilbara Terrane bildete sich zwischen 2980 und 2930 Millionen Jahre BP das Mosquito Creek Basin. Nach Eindringen der granitischen Split Rock Supersuite zwischen 2890 und 2830 Millionen Jahre BP in die Sedimente des De Grey Superbasin kehrte im East Pilbara Terane bis ungefähr 2780 Millionen Jahre BP Ruhe ein. Ab 2780 Millionen Jahre BP folgten dann die eingangs bereits erwähnten Ablagerungen der Fortescue Group (bis 2630 Millionen Jahre BP), der Hamersley Group (2630 bis 2450 Millionen Jahre BP) und der Turee Creek Group (2420 bis 2300 Millionen Jahre BP). Mit dem nordwärts vordringenden Faltengürtel der Ophthalmian Orogeny um 2300 Millionen Jahre BP endet die Sedimentation im Turee Creek Basin.
Der Orogenese folgte ein Hiatus von 90 Millionen Jahren. Es entstanden dann im neu gebildeten Ashburton Basin die Sedimente der Lower Wyloo Group, die sich diskordant über die Sedimente des Hamersley Basin legten. Die Sedimentation endete gegen 2030 Millionen Jahre BP nach Ablagerung des Wooly Dolomite. Nach erfolgter Doleritintrusion (Gangscharen) kam es gegen 2000 Millionen Jahre BP zur Panhandle Orogeny. Die abschließende Upper Wyloo Group sedimentierte im Zeitraum 1830 bis 1790 Millionen Jahre BP nach einer langen Schichtlücke diskordant über der Lower Wyloo Group. Die gegen 1786 Millionen Jahre BP vorrückende Orogenfront der Capricorn Orogeny beendete die Entwicklung im Ashburton Basin und führte zur Kontinentalkollision zwischen dem Pilbara- und dem Yilgarn-Kraton.